# 太甲
太甲（たいこう）は、殷の4代目の王。天乙の孫、中壬の甥にあたる。天乙の後をすぐに継いだという説もある。
『孟子』や『史記』などには、太甲の即位時に伊尹が「伊訓」「肆命」「徂后」といった文を作り、太甲に施政の心得として奉ったことが記されている。しかし太甲は暴虐だったため、伊尹は太甲を即位3年目に桐に追放した。太甲は桐の地で3年を過ごし、そこで大いに反省したため伊尹に許され、改めて天子の位に復辟した。この時伊尹から『太甲訓』を奉られた。その後の太甲は徳を積み、諸侯にも人民にも慕われた。
『竹書紀年』には、中壬の没後、伊尹が太甲を桐に追放して自らが天子となったとある。しかし7年後に伊尹は太甲に殺され、太甲が天子となった。その際も太甲は伊尹の子である伊陟と伊奮に家を継ぐことを許したという。